# Conserje en condominio
Conserje en condominio o Conserje para todo, es una película de comedia mexicana de 1974 dirigida por Miguel M. Delgado y protagonizada por Mario Moreno "Cantinflas", Claudia Islas y Raquel Olmedo.

## Argumento
La película comienza con dos coches de patrulla de la policía, que se dirigen a arreglar un altercado en un edificio de apartamentos. Al llegar, se encuentran con todos los vecinos, y las criadas de los vecinos que tienen criada, que les cuentan la situación: los inquilinos del 901 han agredido, desnudado, emborrachado a la fuerza, y finalmente llenado de plumas al actual conserje del edificio. Tras oír todo esto, los policías replican que no es mucho lo que pueden hacer si no disponen de las declaraciones públicas ante el juzgado, declaraciones que ellos se niegan a dar, por miedo a una venganza de los del 901. De todos modos, a los policías les dicen que estos inquilinos llevan una existencia hippie y licenciosa (poca ropa, a veces, frecuentar la compañía de mujeres no recomendables). Como al parecer no pueden conseguir nada, todos desisten, y los policías aparentemente se llevan al pobre conserje para quitarle toda la porquería y atenderle debidamente.
Don Úrsulo (Cantinflas) está en el metro y se dirige a una entrevista de trabajo para el nuevo conserje de dicho edificio. Se da cuenta de que son muchas las personas que se han enterado de la vacante del empleo pero él es el primero, en su afán de no perder su lugar confunde al administrador con una de las personas que también va a pedir el empleo y que se quiere pasar de listo.
El administrador logra entrar y lo manda a llamar inmediatamente con una mezcla entre molestia y sorpresa. Después de una pequeña discusión, Úrsulo se sale con la suya y obtiene el puesto.
El primer día conoce a Jackie, una mujer adinerada a la que le ofrece sus servicios y se presenta como conserje del edificio, después conoce a Danny, el hijo de los anteriores propietarios del lugar, quien le pide que vaya a arreglar una válvula del baño de su departamento 901, pero el asunto sale mal y Úrsulo inunda el departamento de Danny, arruinando sus alfombras.
Mientras Úrsulo está cambiándose de ropa en la habitación luego de la inundación, llega la empleada de Jackie, Clodomira, quien le pide a que arregle un grifo del baño del departamento 702 de su patrona, Úrsulo se niega, en ese momento entra Danny con un amigo a reclamarle sobre las alfombras, Úrsulo le dice que no se hará responsable de ello, así que ellos empiezan a incomodar a Clodomira, pero Úrsulo los echa a golpes y patadas de la conserjería para defenderla.
Llega al edificio Lisa, quien se queja que al volver de sus vacaciones se le han ponchado las llantas de su coche, pero al salir a comprobarlo al garaje, Úrsulo y ella se dan cuenta de que el auto de Lisa no es el único que tiene las llantas ponchadas, alguien está jugando una mala pasada. Justo en ese momento, aparece Danny, y Úrsulo aparentemente le acusa con disimulo de cometer esos actos vandálicos.
Úrsulo es contratado por una sirvienta anónima para arreglar un cortocircuito en el departamento 601 de su patrona, Doña Cándida, una mujer profetisa que tiene contacto con el más allá, y luego llega una mujer rubia invitada y hermana espiritista, cuya belleza encandila al simpático conserje. Úrsulo es espontáneamente invitado a participar en la sesión, y conforme se desarrolla, es evidente que los motivos de Doña Cándida no tienen nada que ver con la "pureza espiritual", sino con contactar con el fantasma de su querido marido Melecio. En un momento dado, llaman a la puerta, y Doña Cándida cree que se trata de él, pero es una vecina que le pregunta sobre la señal de su antena, a la que da con la puerta en las narices.
Llega el Licenciado Rufino, el padre de Danny y le reclama al administrador sobre la protección que le ha dado al actual conserje, el administrador le comenta que ya han sido varias veces que tanto su hijo como los amigos de él mismo, han perturbado la paz del edificio y la de los anteriores conserjes, a lo que Rufino le da poca importancia. De todos modos, el administrador defiende a Úrsulo a capa y espada ante el arrogante magnate.
En el departamento 802, Jorge y su mujer, la Señora Amargo discuten, y llaman a Úrsulo para que baje un enorme estuche con un arpa perteneciente a ella, pero Úrsulo se queja, pues el día anterior bajó y subió el arpa por las contadas discusiones que tuvieron. Sus razonamientos no hacen más que encender más la disputa entre el matrimonio, y Úrsulo finalmente se va.
Úrsulo es contratado por Domitila, la empleada de Lisa, para que ayude a su patrona a grabar un anuncio de unas pastillas para el mal aliento con una bella actriz profesional. Al final, es un éxito, e incluso, a Úrsulo se le ocurre un nombre para las pastillas: "Fuchi".
Al rato Úrsulo se topa con el padre de Danny, a quien le da una cátedra de cómo educar y cuidar a los hijos, que aparentemente le hace mella a éste, ya que se queda pensativo.
Tiempo después, mientras Úrsulo pinta uno de los coches del estacionamiento del edificio, Clodomira lo llama para recibir la visita de un importante representante político, el Licenciado Silverio Rojas. Antes de aceptar, Úrsulo empieza a ligar con Clodomira, no teniendo demasiado éxito.
En el departamento 702, Jackie manda a llamar a Úrsulo, para que atienda en la noche, pues espera a un hombre, pero cuando comienzan los deberes de Úrsulo en su departamento, llega un hombre que ya está pasado de copas, a quien Úrsulo atiende, sirviéndole un poco más de bebida. Tocan a la puerta, y Úrsulo atiende, es un hombre que también quiere entrar, el Licenciado Rojas, por eso Úrsulo lo detiene, en ese momento sale Jackie y le menciona que él era en realidad el hombre al que estaba esperando. El primer hombre se muestra algo galante con Jackie, y elocuente, a pesar de la borrachera, pero Jackie y el Licenciado Rojas se muestran molestos, y le echan, no sin antes revelar el hombre que se llama Melecio, por lo cual Úrsulo le manda al 601, creyendo que es el marido de Doña Cándida, quien cuando llega, lo abraza y besa con pasión.
El Licenciado Rojas está muy molesto con Úrsulo y con Jackie por toda la incómoda escena con Melecio, así que Jackie decide acostarse y dejar que Úrsulo intente tranquilizarle. El Licenciado se emborracha, e incita a beber también al conserje, y los dos acaban metidos en un diálogo borracho y machista, al cabo del que destrozan una gran cantidad de objetos delicados del apartamento de Jackie, quien a la mañana siguiente ordena a Úrsulo recoger junto a Clodomira todo el estropicio, pero ésta también está furiosa con el conserje, y le echa.
En el departamento 901, Danny comienza a percibir los estragos de la plática que Úrsulo tuvo con su padre y junto a sus cómplices comienza a planear algo bastante grande (que no llega a saberse lo que es).
Llega el cartero al edificio, y entre la mensajería hay una revista en que aparece Erica, una hermosa inquilina bailarina, y Úrsulo accede a llevarle la revista a su departamento 502, sale de verla con la tarea de llevarle en la noche al teatro, el vestuario que necesita, y acaba interviniendo en el número de baile, recibiendo una gran ovación
Esa misma noche, Jackie está reconciliándose con el Licenciado Rojas, quien está arrepentido de los hechos y los dos toman una copa, pero el Licenciado Rojas cae desmayado, y rápidamente Jackie llama a Úrsulo, para que se lo lleve, pues cree que está muerto. Así que Úrsulo lo deja en el patio trasero del edificio y se retira.
Minutos después el Licenciado Rojas despierta y vuelve a subir a su departamento 702, Úrsulo lo ve y sube corriendo por las escaleras para avisarle a Jackie y a Clodomira que el licenciado no estaba muerto, pero se encuentran con la sorpresa de que el licenciado aún no ha llegado a su departamento, ha sido secuestrado.
Al día siguiente toda la ciudad sabe de la desaparición del Licenciado Rojas y Úrsulo desarrolla un papel importante en la investigación porque él ha sido el único y último que lo ha visto.
La investigación comienza con Úrsulo y Clodomira en todos los pasillos del edificio y los primeros sospechosos son Danny y sus amigos del departamento 901, pero al parecer ellos no tienen nada que ver. Sin embargo, la señora Amargo aparentemente se va a divorciar de su marido, y le pide a Úrsulo que le ayude a llevar algunas cosas a su coche, entre ellas aparentemente su arpa.
Después de unos momentos, Clodomira y Úrsulo se dirigen al departamento 802 que ha sido desalojado y se encuentran con que no se han llevado el arpa. Úrsulo recuerda extrañado que el estuche del arpa pesaba mucho cuando se lo metió a la señora Amargo en el maletero del coche, y llega a la conclusión de que ella y su marido son los secuestradores.
Con la ayuda de las autoridades, Úrsulo realiza una persecución en helicóptero para detenerles,  y así encontrar al Licenciado Rojas. Encuentra el coche azul gracias a que pintó un "gato" (una especie de juego, parecido al tres en raya) en el techo. El estuche del arpa está vacío, pero Úrsulo encuentra al Licenciado Rojas en un fardo en el asiento de atrás. No llega a aclararse por qué los Amargo le secuestraron.
Al final, pide apoyo a toda la patrulla, pues tiene una última tarea que completar, ir por Clodomira a declararle su amor y pedirle matrimonio. Los dos se van en el helicóptero, finalmente.

## Reparto
- Mario Moreno "Cantinflas" como Úrsulo.
- Claudia Islas como Jackie.
- Raquel Olmedo como Clodomira, sirvienta de Jackie
- Chucho Salinas como Licenciado Silverio Rojas «Rojitas» (como Jesús Salinas).
- Carlos Riquelme como Administrador González.
- Bertha Moss como Doña Cándida «Candy»
- Eugenia Avendaño como Señora Margo.
- Ricardo Carrión como Danny.
- Gloria Mayo como Lisa.
- Eduardo Alcaraz como Licenciado Rufino
- Gladys Vivas como Directora de comercial.
- Diana Torres como Domitila, sirvienta de Lisa
- Mitzuko Miguel como Erica.
- Gerardo del Castillo como Don Melesio Martínez (como Gerardo del Castillo Jr.)
- Carlos Cámara como Don Jorge.
- Carlos Nieto como Comandante de policía.
- Irene Moreno como Nancy.
- Carlos León como Comandante.
- María Fernanda Ampudia como Hermana espiritista rubia.
- Jacobo Zabludovsky como Locutor.
- Guillermo Bravo Sosa como Hermano espiritista N.º 1(no acreditado).
- Alfonso Carti como Policía (no acreditado).
- Jorge Casanova como Vecino (no acreditado).
- Lilia Castillo como Sirvienta de Candy (no acreditada).
- Velia Lupercio como Pasajera en tren (no acreditada).
- Rubén Márquez como Hermano espiristista N.º 2 (no acreditado).
- Mariana Ponzanelli (no acreditada).
- Paco Sañudo (no acreditado).

## Recepción
El profesor Jeffrey M. Pilcher, en Cantinflas and the Chaos of Mexican Modernity, vio la presencia de hippies en la película y el personaje de Cantinflas que chocaba con ellos como «parte de una lucha por representar la identidad nacional de México», con el personaje de Cantinflas representando al «pelado de la década de 1930». Pilcher señaló, sin embargo, que «aunque Cantinflas triunfó sobre los hippies en la pantalla, muchos jóvenes lo consideraron una momiza». Tanto Carlos Monsiváis en Los ídolos a nado como Joanne Hershfield y David R. Maciel en Mexico's Cinema: A Century of Film and Filmmakers la consideraron una de las películas más «tristes y patéticas» de Cantinflas, junto a El ministro y yo (1976).